# Nồi xúp nguyên thủy
"Nồi xúp nguyên thủy" là một thuật ngữ do nhà sinh học Alexander Oparin người Liên Xô và nhà khoa học John Burdon Sanderson Haldane người Anh giới thiệu. Năm 1924, hai ông độc lập đề xuất một lý thuyết về nguồn gốc sự sống trên Trái Đất thông qua sự biến đổi xuyên suốt trong quá trình tiến hóa hóa học dần dần của những thể hạt mang cacbon tại một không gian gọi là nồi xúp nguyên thủy.
Nhà hóa sinh Robert Shapiro đã tóm tắt lý thuyết "nồi xúp nguyên thủy" của Oparin và Haldane như sau:
1. Trái Đất thuở sơ khai có một bầu khí quyển mang tính khử về mặt hóa học.
2. Trong bầu khí quyển này, sự tương tác giữa các chất đã phát xuất năng lượng dưới nhiều dạng khác nhau, sản sinh ra những hợp chất hữu cơ đơn giản (như các "đơn phân (monome)").
3. Những hợp chất này được tích lũy dần dần thành một "nồi xúp" đậm đặc, tập trung tại nhiều địa điểm khác nhau (như bờ biển, miệng phun đại dương, v.v...)
4. Và bằng những biến đổi xa hơn nữa, nhiều hợp chất polyme hữu cơ phức tạp – và cả sự sống – đã phát triển từ nồi xúp này.

## Một khí quyển tính khử
Liệu rằng hỗn hợp các khí sử dụng trong thí nghiệm Miller-Urey có thật sự phản ánh đúng đắn bản chất bầu khí quyển của Trái Đất sơ khai hay không là một vấn đề còn gây tranh cãi. Cách khác, có thể đã có ít hơn những chất khí tính khử sản sinh ra một lượng sản phẩm thấp hơn và ít đa dạng hơn trong thí nghiệm. Tưởng chừng đã có một lượng đáng kể phân tử oxy xuất hiện trong bầu khí quyển tiền sinh, một nguyên nhân chủ yếu ngăn cản sự hình thành những hợp chất hữu cơ; tuy nhiên, hiện nay giới khoa học đồng thuận rằng không thể tồn tại trường hợp đó. (Xem Thảm họa oxy)

## Sự hình thành đơn phân
Một trong những thí nghiệm hỗ trợ quan trọng nhất cho lý thuyết "nồi xúp nguyên thủy" đến vào năm 1953. Khi một sinh viên tốt nghiệp, Stanley Miller, và giáo sư của anh, Harold Urey đã thực hiện một thí nghiệm chứng minh cách mà các phân tử hữu cơ có thể hình thành tự nhiên từ những tiền chất vô cơ, dưới điều kiện mô phỏng tương tự Giả thuyết Oparin-Haldane. Thí nghiệm Miller-Urey trứ danh hiện nay đã sử dụng một hỗn hợp các chất khí có tính khử mạnh—metan, amonia và hydro—để tạo nên những đơn phân hữu cơ căn bản, như amino acid. Thí nghiệm này cung cấp một chứng cứ thực nghiệm trực tiếp cho luận điểm thứ hai của lý thuyết "nồi xúp", và bao trùm cả hai luận điểm còn lại của giả thuyết.
Ngoài thí nghiệm Miller-Urey, nấc thang quan trọng nhất tiếp theo trong quá trình nghiên cứu sự tổng hợp các chất hữu cơ tiền sinh chính là đến từ những luận chứng của Joan Oró, ông cho rằng base purine axit nucleic là adenine được hình thành bằng cách nung nóng dung dịch amoni cyanide lỏng. Nhằm ủng hộ cho nguồn gốc sự sống trong điều kiện hệ băng eutecti, phần lớn những nghiên cứu gần đây đã chứng minh được sự hình thành của s-triazine (nucleobase thay thế), pyrimidine (bao gồm cytosine và uracil), và adenine từ dung dịch urê bị lệ thuộc vào chu trình đóng băng-tan băng dưới một bầu khí quyển tính khử (với nguồn năng lượng từ những tia lửa phóng thích).

## Những biến đổi thứ cấp
Sự hình thành tự phát của những polyme cao phân tử từ các monome tạo ra trong môi trường vô sinh dưới điều kiện mô phỏng giả thuyết "nồi xúp nguyên thủy" không phải là tất cả của một quá trình hiển nhiên. Bên cạnh những monome hữu cơ căn bản thiết yếu, các hợp chất ngăn cản sự hình thành polyme cũng xuất hiện với nồng độ cao trong suốt những thí nghiệm Miller-Urey và Oró. Ví dụ trong thí nghiệm Miller, có xuất hiện nhiều tác chất trải qua những phản ứng chéo với các amino acid hoặc tham gia phân cắt chuỗi peptide.